# Фальдетта
Фальдетта (Faldetta) або гонелла (мальт. Għonnella) — складова деталь жіночого традиційного костюму. Це за звичай чорна накидка (буває і сплетена з ниток різних кольорів), виготовлялася на каркасі з китового вуса з шовкової та бавовняної тканини. Накидається на голову і зав'язується довгими кінцями на талії.